# Tusayan
Tusayan (prononcé « TOO'-say-ohn ») est une ville américaine située dans le comté de Coconino en Arizona. À proximité de l'entrée sud du parc national du Grand Canyon, la ville est principalement orientée vers le tourisme,,.

## Géographie
Lors de son incorporation en 2010, Tusayan est la plus petite municipalité de l'Arizona, avec 144 acres (58,3 ha) de superficie.

## Histoire
Dans les années 1990, un mouvement favorable à la constitution d'une municipalité naît en opposition à un projet de Canyon Forest Village, dans le but de contrôler l'urbanisme local. Cependant, dans les années 2000, ce sont d'importants groupes immobiliers qui poussent à l'incorporation pour négocier le développement de projets immobiliers avec un conseil municipal. En 2003, la loi de l'Arizona est changée : même si elles n'atteignent pas les 1 500 habitants nécessaires pour créer une town, les villes-portes des parcs nationaux peuvent accéder au statut par dérogation. Après un premier référendum négatif en 2008, les électeurs de Tusayan votent à 60 % en faveur de l'incorporation de la ville en 2010. Greg Bryan est le premier maire de la ville, il démissionne en décembre 2015.

## Démographie
| 2000 | 2010 | - | - | - | - |
| ---- | ---- | - | - | - | - |
| 562  | 558  | - | - | - | - |